# Albizia berteriana
Albizia berteriana är en ärtväxtart som först beskrevs av Dc., och fick sitt nu gällande namn av William Fawcett och Alfred Barton Rendle. Albizia berteriana ingår i släktet Albizia och familjen ärtväxter. Inga underarter finns listade i Catalogue of Life.